# Vigilia en agosto
 Vigilia en agosto  es una película de Argentina filmada en colores dirigida por Luis María Mercado sobre su propio guion que se estrenó el 1 de agosto de 2019 y tuvo como actores principales a Rita Pauls, María Fiorentino, Eva Bianco y Michel Noher.

## Sinopsis
En una pequeña ciudad de provincia Magda sigue su vida a días de su ansiado casamiento. Una sucesión de hechos que sufren personas cercanas y que involucran a su novio la obsesionan y la persiguen, su salud comienza a deteriorarse sin motivo. A medida que pasan los días comienza a percibir la cotidianidad de su pueblo de otra manera, como si hubiera desaparecido una venda que cubría sus ojos.

## Reparto
Intervinieron en el filme los siguientes intérpretes:
- Rita Pauls
- María Fiorentino
- Eva Bianco
- Michel Noher
- Fanny Cittadini
- Maximiliano Bini
- Adriana Viale Vega

## Críticas
Gaspar Zimerman en Clarín opinó:

”La mayor parte de las escenas presenta varias capas visuales y sonoras: mientras algo sucede en la superficie, detrás también están ocurriendo cosas, tal vez más significativas. Una mirada, un gesto, un murmullo, una conversación: como si a Magda (buen trabajo de Rita Pauls) se le hubiera caído la venda que le bloqueaba los sentidos, todo puede tener un significado distinto al acostumbrado…Sin necesidad de trazo grueso, Vigilia en agosto pinta el mundillo de una localidad cualquiera de la pampa gringa. La cámara desnuda el orden jerárquico social dominante, que no es patrimonio exclusivo del interior, pero en esos rincones provincianos queda más expuesto. Los dueños de la tierra están por encima de quienes la trabajan y los hombres por encima de las mujeres, con roles definidos a la vieja usanza patriarcal… el catolicismo y la curandería trabajan a la par para tender su manto de hipocresía y pacatería. Pero la proximidad de su boda hace que algo en Madga se quiebre y su sexualidad reprimida emerja a la superficie. Lo que todos a su alrededor creen embrujo o enfermedad no es más que un nuevo capítulo de la eterna lucha entre el deseo y las convenciones sociales.”

Javier Mattio en La Voz del Interior escribió:

”Los universos femenino y masculino están bien delineados en la localidad provincial: las mujeres responden al espacio y quehaceres domésticos, los hombres a los silos y las máquinas fabriles. La religión católica es otro regulador comunitario, y es el “demonio invisible” mencionado en una misa el que anticipa el horror costumbrista por venir… Si la boda es el horizonte negativo que rige la tensión –Opening night con altar como sustituto del estreno-, Magda es el centro permanente ante el que gravita la cámara: Pauls es natural, frágil y magnética y su semblante parece haber nacido para el cine. Mercado acompaña esa fijación con fotografía detallista y planos bien resueltos: su realismo de ciudad rural resulta pulido, enajenado, contemplativo y vuelto al exterior.